# 武汉市青山区钢城第四小学
武汉市青山区钢城第四小学，简称钢城四小，原为「中国第一冶金建设公司第四子弟小学」（简称「中国一冶四小」或「一冶四小」），位于湖北省武汉市青山区工人村街道，创建于1957年，原为中国第一冶金建设公司（现中国一冶集团有限公司）企办的普通小学。2008年移交青山区政府管理后改为现有名称。